# 15.ª etapa del Giro de Italia 2023
La 15.ª etapa del Giro de Italia 2023 tuvo lugar el 21 de mayo de 2023 y consistió en una etapa en línea con inicio en el municipio de Seregno y final en la ciudad de Bérgamo sobre un recorrido de 195 km. Esta fue ganada por el estadounidense Brandon McNulty del equipo UAE Team Emirates, mientras que el francés Bruno Armirail del Groupama-FDJ consiguió mantener el liderato.

## Clasificación de la etapa
| Seregno - Bérgamo | etapa de montaña | (195 km) |

| \| Clasificación de la etapa \| Clasificación de la etapa \| Clasificación de la etapa \| Clasificación de la etapa \| Clasificación de la etapa \| \| Ciclista \| Ciclista \| Equipo \| Tiempo \| \| \| ------------------------- \| ------------------------- \| ------------------------- \| ------------------------- \| ------------------------- \| \| 1.º \| Brandon McNulty \| UAE Team Emirates \| 5 h 13 min 39 s \| \| \| 2.º \| Ben Healy \| EF Education-EasyPost \| + 0 s \| \| \| 3.º \| Marco Frigo \| Israel-Premier Tech \| + 0 s \| \| \| 4.º \| Bauke Mollema \| Trek-Segafredo \| + 1 min 50 s \| \| \| 5.º \| Einer Rubio \| Movistar Team \| + 1 min 50 s \| \| \| 6.º \| Simone Velasco \| Astana Qazaqstan Team \| + 2 min 26 s \| \| \| 7.º \| Andrea Pasqualon \| Bahrain Victorious \| + 2 min 26 s \| \| \| 8.º \| Laurens Huys \| Intermarché-Circus-Wanty \| + 3 min 10 s \| \| \| 9.º \| Vincenzo Albanese \| Eolo-Kometa \| + 4 min 13 s \| \| \| 10.º \| François Bidard \| Cofidis \| + 4 min 13 s \| \| |                   |                          |                 |
| |                   |                          |                 |
| Fuente: ProCyclingStats |                   |                          |                 |
| Clasificación de la etapa |                   |                          |                 |
| Ciclista | Ciclista          | Equipo                   | Tiempo          |
| 1.º | Brandon McNulty   | UAE Team Emirates        | 5 h 13 min 39 s |
| 2.º | Ben Healy         | EF Education-EasyPost    | + 0 s           |
| 3.º | Marco Frigo       | Israel-Premier Tech      | + 0 s           |
| 4.º | Bauke Mollema     | Trek-Segafredo           | + 1 min 50 s    |
| 5.º | Einer Rubio       | Movistar Team            | + 1 min 50 s    |
| 6.º | Simone Velasco    | Astana Qazaqstan Team    | + 2 min 26 s    |
| 7.º | Andrea Pasqualon  | Bahrain Victorious       | + 2 min 26 s    |
| 8.º | Laurens Huys      | Intermarché-Circus-Wanty | + 3 min 10 s    |
| 9.º | Vincenzo Albanese | Eolo-Kometa              | + 4 min 13 s    |
| 10.º | François Bidard   | Cofidis                  | + 4 min 13 s    |

## Clasificaciones al final de la etapa

### Clasificación general(Maglia Rosa)
| \| Clasificación general \| Clasificación general \| Clasificación general \| Clasificación general \| Clasificación general \| \| Ciclista \| Ciclista \| Equipo \| Tiempo \| \| \| --------------------- \| --------------------- \| --------------------- \| --------------------- \| --------------------- \| \| 1.º \| Bruno Armirail \| Groupama-FDJ \| 61 h 38 min 06 s \| \| \| 2.º \| Geraint Thomas \| Ineos Grenadiers \| + 1 min 08 s \| \| \| 3.º \| Primož Roglič \| Jumbo-Visma \| + 1 min 10 s \| \| \| 4.º \| João Almeida \| UAE Team Emirates \| + 1 min 30 s \| \| \| 5.º \| Andreas Leknessund \| Team DSM \| + 1 min 50 s \| \| \| 6.º \| Damiano Caruso \| Bahrain Victorious \| + 2 min 36 s \| \| \| 7.º \| Lennard Kämna \| Bora-Hansgrohe \| + 3 min 02 s \| \| \| 8.º \| Edward Dunbar \| Team Jayco AlUla \| + 3 min 40 s \| \| \| 9.º \| Thymen Arensman \| Ineos Grenadiers \| + 3 min 55 s \| \| \| 10.º \| Laurens De Plus \| Ineos Grenadiers \| + 4 min 18 s \| \| |                    |                    |                  |
| |                    |                    |                  |
| Fuente: ProCyclingStats |                    |                    |                  |
| Clasificación general |                    |                    |                  |
| Ciclista | Ciclista           | Equipo             | Tiempo           |
| 1.º | Bruno Armirail     | Groupama-FDJ       | 61 h 38 min 06 s |
| 2.º | Geraint Thomas     | Ineos Grenadiers   | + 1 min 08 s     |
| 3.º | Primož Roglič      | Jumbo-Visma        | + 1 min 10 s     |
| 4.º | João Almeida       | UAE Team Emirates  | + 1 min 30 s     |
| 5.º | Andreas Leknessund | Team DSM           | + 1 min 50 s     |
| 6.º | Damiano Caruso     | Bahrain Victorious | + 2 min 36 s     |
| 7.º | Lennard Kämna      | Bora-Hansgrohe     | + 3 min 02 s     |
| 8.º | Edward Dunbar      | Team Jayco AlUla   | + 3 min 40 s     |
| 9.º | Thymen Arensman    | Ineos Grenadiers   | + 3 min 55 s     |
| 10.º | Laurens De Plus    | Ineos Grenadiers   | + 4 min 18 s     |

### Clasificación por puntos(Maglia Ciclamino)
| Clasificación por puntos | Clasificación por puntos | Clasificación por puntos | Clasificación por puntos | Clasificación por puntos |
| Ciclista                 | Ciclista                 | Equipo                   | Puntos                   |                          |
| ------------------------ | ------------------------ | ------------------------ | ------------------------ | ------------------------ |
| 1.º                      | Jonathan Milan           | Bahrain Victorious       | 164 pts                  |                          |
| 2.º                      | Derek Gee                | Israel-Premier Tech      | 112 pts                  |                          |
| 3.º                      | Pascal Ackermann         | UAE Team Emirates        | 88 pts                   |                          |
| 4.º                      | Nico Denz                | Bora-Hansgrohe           | 75 pts                   |                          |
| 5.º                      | Toms Skujiņš             | Trek-Segafredo           | 71 pts                   |                          |
| 6.º                      | Michael Matthews         | Team Jayco AlUla         | 68 pts                   |                          |
| 7.º                      | Magnus Cort              | EF Education-EasyPost    | 56 pts                   |                          |
| 8.º                      | Marius Mayrhofer         | Team DSM                 | 53 pts                   |                          |
| 9.º                      | Mark Cavendish           | Astana Qazaqstan Team    | 51 pts                   |                          |
| 10.º                     | Vincenzo Albanese        | Eolo-Kometa              | 46 pts                   |                          |

### Clasificación de la montaña(Maglia Azzurra)
| Clasificación de la montaña | Clasificación de la montaña | Clasificación de la montaña | Clasificación de la montaña | Clasificación de la montaña |
| Ciclista                    | Ciclista                    | Equipo                      | Puntos                      |                             |
| --------------------------- | --------------------------- | --------------------------- | --------------------------- | --------------------------- |
| 1.º                         | Davide Bais                 | Eolo-Kometa                 | 144 pts                     |                             |
| 2.º                         | Einer Rubio                 | Movistar Team               | 116 pts                     |                             |
| 3.º                         | Thibaut Pinot               | Groupama-FDJ                | 114 pts                     |                             |
| 4.º                         | Ben Healy                   | EF Education-EasyPost       | 108 pts                     |                             |
| 5.º                         | Toms Skujiņš                | Trek-Segafredo              | 42 pts                      |                             |
| 6.º                         | Karel Vacek                 | Team Corratec-Selle Italia  | 36 pts                      |                             |
| 7.º                         | Derek Gee                   | Israel-Premier Tech         | 31 pts                      |                             |
| 8.º                         | Amanuel Ghebreigzabhier     | Trek-Segafredo              | 30 pts                      |                             |
| 9.º                         | Alexander Cepeda            | EF Education-EasyPost       | 25 pts                      |                             |
| 10.º                        | Aurélien Paret-Peintre      | AG2R Citroën Team           | 22 pts                      |                             |

### Clasificación de los jóvenes(Maglia Bianca)
| Clasificación del mejor joven | Clasificación del mejor joven | Clasificación del mejor joven | Clasificación del mejor joven | Clasificación del mejor joven |
| Ciclista                      | Ciclista                      | Equipo                        | Tiempo                        |                               |
| ----------------------------- | ----------------------------- | ----------------------------- | ----------------------------- | ----------------------------- |
| 1.º                           | João Almeida                  | UAE Team Emirates             | 61 h 39 min 36 s              |                               |
| 2.º                           | Andreas Leknessund            | Team DSM                      | + 20 s                        |                               |
| 3.º                           | Thymen Arensman               | Ineos Grenadiers              | + 2 min 25 s                  |                               |
| 4.º                           | Einer Rubio                   | Movistar Team                 | + 3 min 59 s                  |                               |
| 5.º                           | Santiago Buitrago             | Bahrain Victorious            | + 4 min 52 s                  |                               |
| 6.º                           | Ilan Van Wilder               | Soudal Quick-Step             | + 6 min 02 s                  |                               |
| 7.º                           | Alexander Cepeda              | EF Education-EasyPost         | + 12 min 29 s                 |                               |
| 8.º                           | Laurens Huys                  | Intermarché-Circus-Wanty      | + 20 min 03 s                 |                               |
| 9.º                           | Valentin Paret-Peintre        | AG2R Citroën Team             | + 23 min 20 s                 |                               |
| 10.º                          | Filippo Zana                  | Team Jayco AlUla              | + 27 min 43 s                 |                               |

### Clasificación por equipos"Súper team"
| Clasificación por equipos | Clasificación por equipos | Clasificación por equipos | Clasificación por equipos |
| Equipo                    | Equipo                    | Tiempo                    |                           |
| ------------------------- | ------------------------- | ------------------------- | ------------------------- |
| 1.º                       | Bahrain Victorious        | 184 h 21 min 09 s         |                           |
| 2.º                       | EF Education-EasyPost     | + 27 min 23 s             |                           |
| 3.º                       | Israel-Premier Tech       | + 27 min 52 s             |                           |
| 4.º                       | Jumbo-Visma               | + 37 min 00 s             |                           |
| 5.º                       | Ineos Grenadiers          | + 37 min 31 s             |                           |
| 6.º                       | Bora-Hansgrohe            | + 39 min 17 s             |                           |
| 7.º                       | UAE Team Emirates         | + 39 min 34 s             |                           |
| 8.º                       | AG2R Citroën Team         | + 47 min 26 s             |                           |
| 9.º                       | Astana Qazaqstan Team     | + 53 min 21 s             |                           |
| 10.º                      | Eolo-Kometa               | + 1 h 08 min 51 s         |                           |

## Abandonos
Ninguno.